# Ян Тобіяш Августинович
Ян Тобіяш Августинович  (пол. Jan Tobiasz Augustynowicz; 24 листопада 1664 — 22 грудня 1751) — католицький архієпископ львівський вірменського обряду. Папський шамбелян. Його наступником на посаді став братанок — Якуб Стефан Августинович.

## Біографія
Народився в львівській шляхетській вірменській родині Августиновичів гербу Одровонж Григорія та Анни з роду Якубовичів. Хресним батьком був львівський архієпископ вірменського обряду Миколай Торосович. Висвячений 1689 р. після навчання в колеґіумі театинців. Архієпископ латинський львівський вірменського обряду з 1715 р. 1728 р. реформував вірменський католицький ритуал. У 1741—1745 рр. керував відбудовою львівського колеґіуму театинців, а в 1748—1750 рр. — катедрального собору після пожежі.
Помер 1751 року у віці 87 років, пожертвувавши в заповіті значну частину своїх статків на благочинність.